# Лебедівська сільська рада (Вишгородський район)
Лебедівська сільська рада — колишній орган місцевого самоврядування у Вишгородському районі Київської області. Адміністративний центр — село Лебедівка.

## Загальні відомості
Лебедівська сільська рада утворена в 1919 році.
Водоймища на території, підпорядкованій даній раді: Київське водосховище.

## Населені пункти
Сільській раді підпорядковані населені пункти:
- с. Лебедівка

## Склад ради
Рада складалася з 16 депутатів та голови.

### Керівний склад попередніх скликань
| ПІБ                              | Основні відомості                                                             | Дата обрання | Дата звільнення |
| -------------------------------- | ----------------------------------------------------------------------------- | ------------ | --------------- |
| Гетьман Григорій Іванович        | Сільський голова, 1944 року народження, безпартійний                          | 26.03.2006   | 31.10.2010      |
| Тишковець Олександр Вячеславович | Сільський голова, 1983 року народження, освіта незакінчена вища, безпартійний | 31.10.2010   |                 |

Примітка: таблиця складена за даними джерела